# Rhyssemus spangleri
Rhyssemus spangleri är en skalbaggsart som beskrevs av Gordon och Cartwright 1980. Rhyssemus spangleri ingår i släktet Rhyssemus och familjen Aphodiidae. Inga underarter finns listade i Catalogue of Life.